# Tête de femme
Tête de Femme ou Cabeça de Mulher é um quadro do pintor espanhol Pablo Picasso.
O modo como Picasso pinta o rosto da amante e a expressividade que os cabelos desta transmitem ao espectador, levaram vários críticos a associarem o autor da obra ao movimento fauvista e, nalguns casos, a crê-lo mesmo como o "salvador do fauvismo". São também de relevo, na obra, as cores vivas e exaltantes que formam o rosto (pintado este em zig-zag) de Jacqueline.
Antiga propriedade de Irving Kay, foi adquirida por este na década de 60, após ter sido exposta na Galerie Louis Leiris, na bela "cidade-luz", Paris.
Leiloado em 2006 na Sotheby's, em Nova Iorque, este óleo sobre tela impressionista e moderno é um retrato de sua esposa Jacqueline, datado de 1963.
Desde 1967 sem exposições, foi leiloado novamente em 2010 na casa Christie's de Londres por cerca de 9 milhões de euros.